# Litteraturåret 1919

## Händelser

### Okänt datum
- De banbrytande dikter som den 30-årige tyske expressionisten August Stramm skrev 1914–1915, i början av första världskriget, och lät trycka i Der Sturm, samlas under titeln Tropfblut och publiceras postumt.
- André Breton debuterar med diktsamlingen Mont de piété ["Pantbank"].
- 6 nummer av det dadaistiska satirmagasinet Der blutige Ernst redigeras av George Grosz och Carl Einstein i Berlin.[1]

### April
- 9 april äger den 8:e Dadasoarén rum i Saal zur Kaufleuten i Zürich. Medverkar gör den svenske filmaren Viking Eggeling, tillsammans med bland andra den böhmiske aforistikern Walter Serner och den rumänske poeten Tristan Tzara.

## Priser och utmärkelser
- Nobelpriset – Carl Spitteler, Schweiz[2]
- De Nios Stora Pris – K.G. Ossiannilsson

## Nya böcker

### A – G
- Atlantis av Pierre Benoit
- Attiskt i fågelperspektiv av Vilhelm Ekelund
- Brokiga iakttagelser (aforismer) av Edith Södergran
- Demian – berättelsen om Emil Sinclairs ungdom av Hermann Hesse
- Dikter med dem tillhörande teckningar av Harriet Löwenhjelm
- En dröm i seklets natt av Gustav Hedenvind-Eriksson
- En lappbok av Alfhild Agrell

### H – N
- Himlens hemlighet, pjäs av Pär Lagerkvist
- I straffkolonin av Franz Kafka
- Kaos av Pär Lagerkvist
- Maghreb (nutidsbilder från det gamla moriska väldet i Europa och Afrika) av Gunnar Cederschiöld
- Markurells i Wadköping av Hjalmar Bergman
- Muntergök av Elsa Beskow[3]
- Månen och silverslanten av William Somerset Maugham

### O – U
- Parias av Ola Hansson
- Preludier Historietter av Hjalmar Söderberg
- Rosenaltaret av Edith Södergran
- Sagan, pjäs av Hjalmar Bergman
- Segraren och några af hans hjälpare (om marskalk Joffre m. fl.) av Gunnar Cederschiöld
- Skandalskrivaren, pjäs av Hjalmar Bergman
- Spelarna av Ernst Didring
- Upp- och nedvända världen (kåserier) av Gunnar Cederschiöld

### V – Ö
- Äppelträdet av John Galsworthy

## Födda
- 1 januari – J.D. Salinger, amerikansk författare.
- 7 januari – Robert Duncan, amerikansk poet.
- 19 januari – Joan Brossa, katalansk poet, författare, dramatiker och konstnär.
- 22 februari – Harry Kullman, svensk författare.
- 24 mars – Lawrence Ferlinghetti, amerikansk poet.
- 27 mars – Lars Fredin, svensk poet.
- 15 april – Emyr Humphreys, walesisk författare.
- 22 april – Torsten Ehrenmark, svensk journalist, korrespondent, kolumnist, radiopratare och författare.
- 30 april – Åke Hodell, svensk stridspilot, författare och konstnär.
- 5 juni – Lennart Hellsing, svensk författare.
- 18 juni – Åke Wassing, svensk författare, skådespelare, schlager- och visförfattare.
- 3 juli – Ingrid Arvidsson, svensk författare.
- 26 juli – James Lovelock, brittisk författare.
- 4 augusti – Michel Déon, fransk romanförfattare.
- 12 augusti – Olov Jonason, svensk författare och översättare.
- 30 september – Ragnar Thoursie, svensk författare.
- 22 oktober – Doris Lessing, brittisk författare, nobelpristagare 2007.
- 26 oktober – Thomas Funck, svensk barnboksförfattare.
- 6 november – Axel Liffner, svensk författare och litteraturkritiker.
- 23 november – Kerstin Johansson i Backe, svensk författare.
- 26 november – Frederik Pohl, amerikansk science fiction-författare.
- 1 december – Lise Drougge, svensk prosaförfattare, dramatiker och bildkonstnär.

## Avlidna
- 11 januari – Kazimierz Zalewski, 69, polsk dramatiker.
- 5 februari  – William Michael Rossetti, 89, brittisk författare och konstkritiker.
- 6 maj – L. Frank Baum, 62, amerikansk författare.
- 12 september – Leonid Andrejev, 48, rysk författare.
- 6 oktober – Ricardo Palma, 86, peruansk författare.
- 11 oktober – Karl Gjellerup, 61, dansk författare, nobelpristagare 1917.

### Fotnoter
1. ↑  Der blutige Ernst Online (I.D.A.)
2. ↑  ”Nobelpriset i litteratur”. https://www.nobelprize.org/prizes/lists/all-nobel-prizes-in-literature/. Läst 20 mars 2011.
3. ↑  ”Elsa Beskows boktitlar”. Arkiverad från originalet den 14 december 2012. https://web.archive.org/web/20121214172009/http://kampanj.bonniercarlsen.se/beskow/titlar1.htm. Läst 12 april 2011.